# Helfrantzkirch
Helfrantzkirch (deutsch Helfrantskirch) ist eine französische Gemeinde mit 733 Einwohnern (Stand 1. Januar 2022) im Département Haut-Rhin der Region Grand Est (bis 2015 Elsass). Sie gehört zum Kanton Brunstatt-Didenheim und zum Gemeindeverband Saint-Louis Agglomération.

## Geografie
Die Gemeinde Helfrantzkirch liegt im Sundgau, zwischen Altkirch und Basel. Zur Gemeinde gehören die Ortsteile Les Hameaux und Trois Maisons.
Nachbargemeinden von Helfrantzkirch sind Magstatt-le-Haut und Stetten im Norden, Kappelen im Osten, Ranspach-le-Bas im Südosten, Ranspach-le-Haut im Süden, Berentzwiller im Südwesten, Jettingen im Westen sowie Zaessingue im Nordwesten.

## Geschichte
Frühe Erwähnungen 1101 als „Helfrachilcha“, 1103 als „Helfratheschilche“. Der Ort gehörte bis zum Übergang des elsässischen Besitzes der Habsburger 1648 an die französische Krone zu Vorderösterreich (zur Landvogtei von Oberlandser). Er spielte im Bauernkrieg 1525 eine besondere Rolle als Sammelpunkt der aufständischen Bauern. Johann Berner, der Pfarrer des Dorfes, war einer ihrer Anführer. In der Nachbarschaft von Helfrantzkirch befinden sich mehrere Wüstungen: Ranzkirch an der Straße nach Jettingen (urkundlich nicht belegt, aber durch Grundmauerreste wahrscheinlich), Rüschweiler, urkundlich erstmals 757 und zum letzten Mal 1602 erwähnt, wohl im Dreißigjährigen Krieg abgegangen, Büren, von dem beim Pflügen Mauerreste entdeckt wurden, Froweiler, in einem Grundbuch von Helfrantzkirch 1602 letztmals erwähnt und im Dreißigjährigen Krieg von den Schweden zerstört. Außerdem wird eine Lokalität Ad Caritatem genannt.

Kirche St. Bartholomäus in Helfrantzkirch
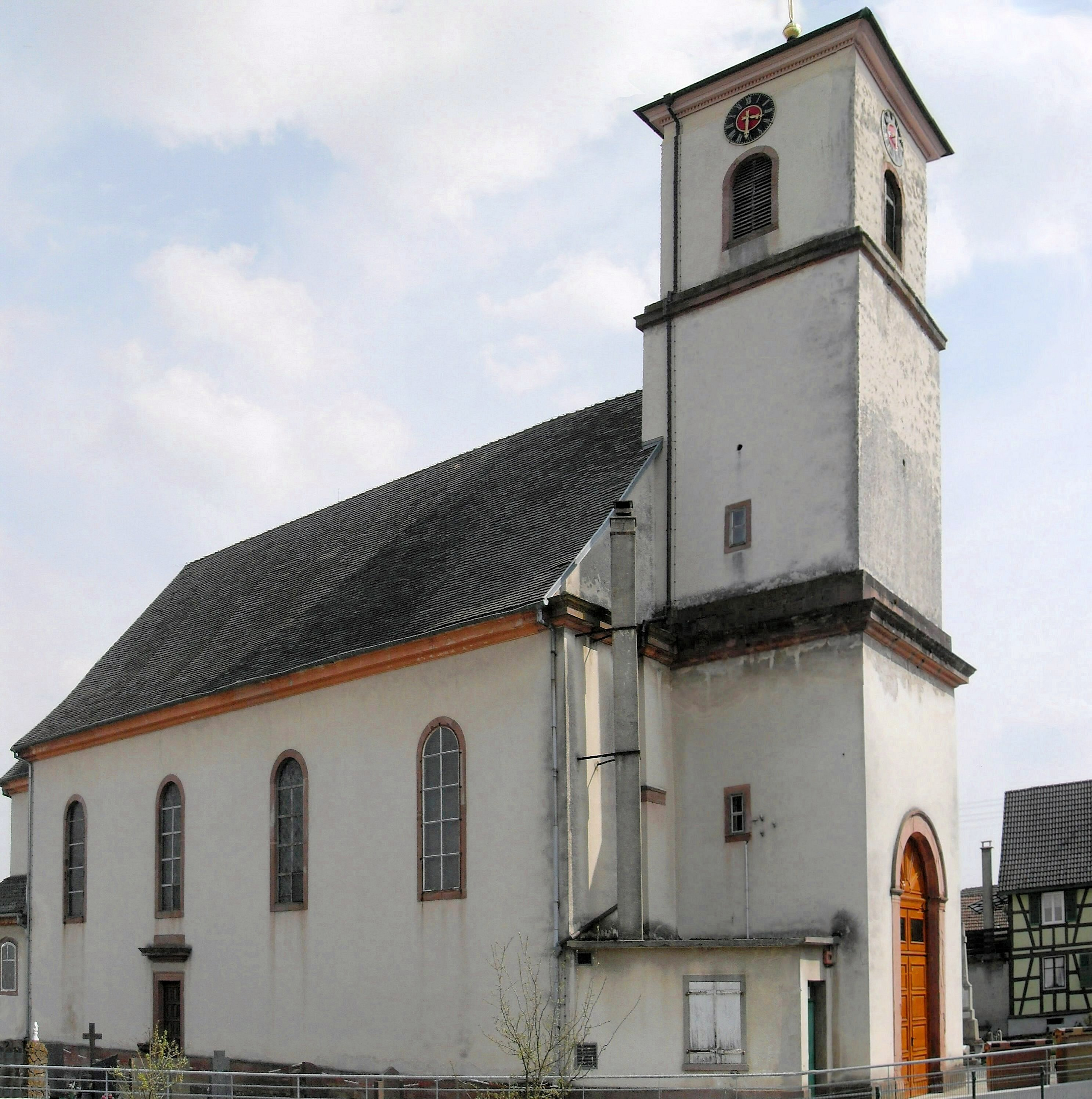
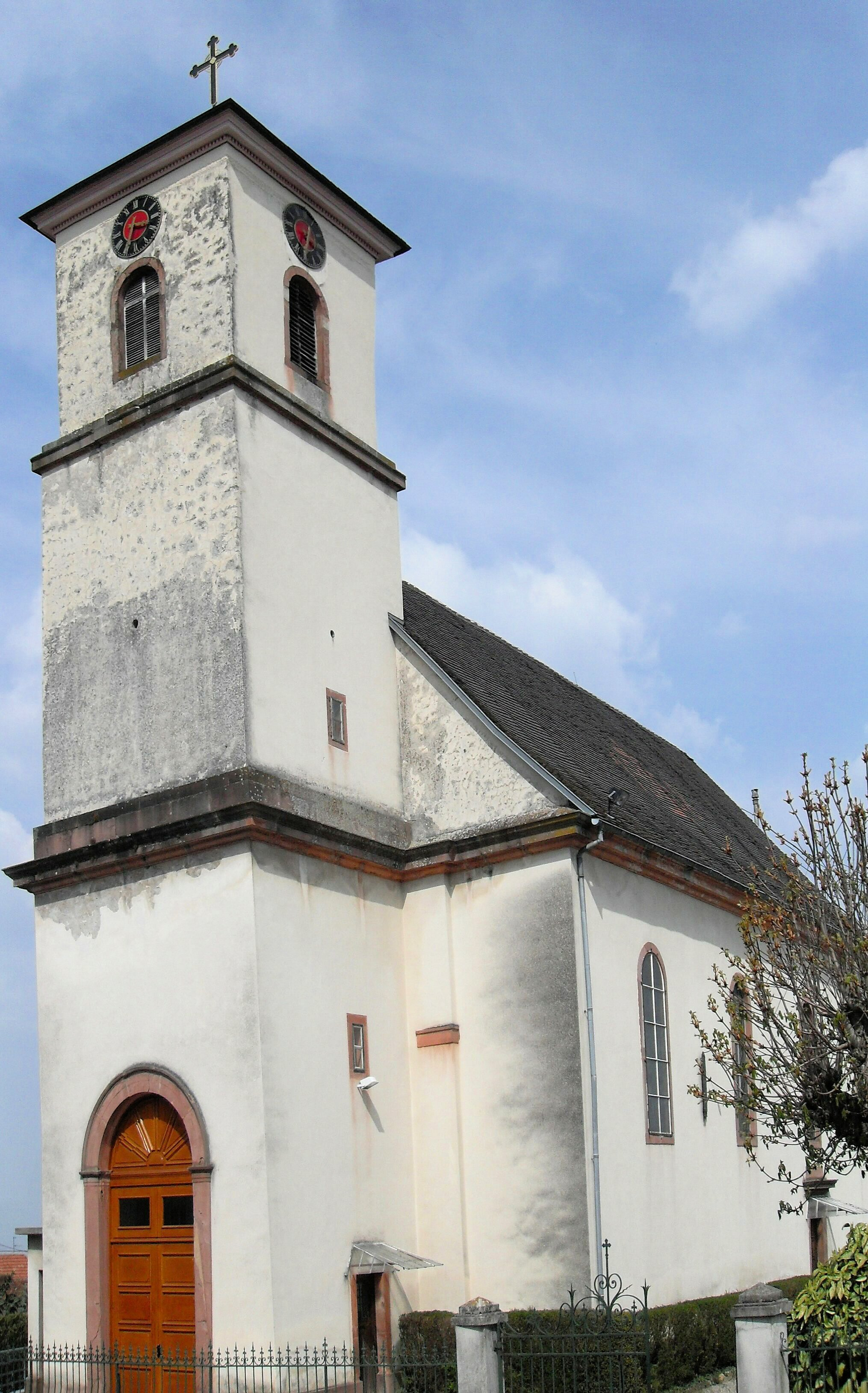

## Bauwerke
Anfang des 12. Jahrhunderts befand sich anstelle der heutigen Kirche St. Bartholomäus ein Vorgängerbau, der nach Baufälligkeit komplett ersetzt werden musste. Dies geschah von 1827 bis 1830 nach Plänen des Baumeisters Wagner aus Altkirch. Der neue Kirchturm stürzte ein, sodass die Kirche erst 1843 ihrer Bestimmung übergeben werden konnte. Es handelt sich um einen schlichten spätklassizistischen Bau mit Haupteingang durch den Westturm. Vom mittelalterlichen Vorgängerbau hat sich ein spätgotischer Sakramentsschrein erhalten. Die Orgel von 1858 stammt aus der Stiehrs-Mockers-Werkstatt. Altarbilder von Heinrich Kayser. 
Außergewöhnlich aufwändig gestaltete École-Mairie von 1896. Der dreiachsige Mittelrisalit durch Werk- und Backstein hervorgehoben unter einem von verzierten Konsolen gestützten vorkragenden Giebel mit reichem Laubsägedekor. Nachträglich eingefügte Inschrift Hôtel de Ville.
Gut erhaltene Fachwerkhäuser aus dem 18. und 19. Jahrhundert, alle in Stockwerkbauweise zum Teil mit auf den verlängerten Deckenbalken des Erdgeschosses liegenden Lauben. Das Fachwerk der Giebelseite meist auf Symmetrie bedacht. Gutes Beispiel: Haus Nr. 6 an der Rue de Jettingen, mit weiß gesäumtem Fachwerk, datiert 1802. - Wohnhaus der ehemaligen Poststation Dreihäusern (Trois Maisons) an der D 419 von 1786. - Alte Mühle von 1850.

## Bevölkerungsentwicklung
| Jahr      | 1962 | 1968 | 1975 | 1982 | 1990 | 1999 | 2006 | 2017 |
| Einwohner | 529  | 541  | 538  | 588  | 685  | 760  | 821  | 692  |